# Robert Bourassa
Robert Bourassa (Montreal, 14 de julho de 1933 — Montreal, 2 de outubro de 1996) foi um advogado, economista e político canadense. Foi primeiro-ministro do Quebec por dois mandatos: entre 12 de maio de 1970 a 25 de novembro de 1976 e entre 12 de dezembro de 1985 a 11 de janeiro de 1994. Elege-se em 1966 à Assembleia Nacional de Quebec, torna-se líder do Partido Liberal de Quebec em janeiro de 1970 e primeiro-ministro da província após a eleição geral de 29 de abril do mesmo ano.
Teve papel importante durante a Crise de Outubro de 1970, quando o então ministro das finanças, Pierre Laporte, foi assassinado por membros do Front de libération du Québec, ao exigir do então Primeiro-Ministro federal, Pierre Elliott Trudeau, intervenção do exército na província. Introduziu políticas de proteção à língua francesa, fazendo aprovar a Lei 22, precursora da Lei 101. O seguro saúde público (assurance-maladie) de 1970, ajuda jurídica pública de 1973, e a lei de direitos e liberdades individuais de 1975 marcam seu primeiro mandato.
É derrotado nas eleições gerais provinciais de 1976 por René Lévesque, líder do Partido Quebequense.
Na condição de líder do Partido Liberal, assume novamente o cargo de primeiro-ministro em 1985. Porém, não consegue ser eleito em seu próprio distrito, tendo sido eleito para a assembleia provincial em eleição parcial pelo distrito de Saint-Laurent após acordo com Germain Leduc.
Retira-se da política em 1994, sendo substituído por Daniel Johnson Jr. Falece em 1996 em Montreal, vítima de câncer de pele